# Museu de História e Etnologia da Terra da Maia
O Museu de História e Etnologia da Terra da Maia é um museu dedicado às terras da Maia e às suas povoações.

## Localização
O museu situa se à face da N14 no centro da Vila do Castêlo da Maia tendo parque e o monte de Santo Ovídio nas traseiras e a poucos metros da Quinta da Gruta.
Podemos também chegar de metro bastando sair na estação do ISMAI da Linha C do Metro do Porto.

## História
O imóvel foi construído no inicio do século XIX, com a finalidade de ser o edifício sede de concelho das terras da Maia e ficou com esta função até ao ano de 1902, quando se deu a transferência dos paços de concelho para a freguesia de Barreiros, actual Cidade da Maia.
O edifício ficou sem serviço e até sofreu um incêndio, que o danificou
Após o restauro ainda foi, em ordem, uma escola primária, sede do Sport Club Castêlo da Maia e por fim junta da extinta freguesia de Santa Maria de Avioso.
O museu foi inaugurado em 2001, pelo José Vieira de Carvalho, Presidente da Câmara Municipal da Maia à data.